# 自冷式發動機
自冷式發動機，活塞採放射狀排列的轉子引擎。運轉時中心的曲軸不動，轉動的是成環狀排列的活塞與汽缸，靠著汽缸的旋轉冷卻引擎。